# Třída Habsburg
Třída Habsburg byla třída predreadnoughtů Rakousko-uherského námořnictva. Celkem byly postaveny tři jednotky této třídy. Ve službě byly v letech 1902–1913 a 1914–1918. Účastnily se první světové války. Po válce je získala Velká Británie a nechala je sešrotovat.

## Stavba
Roku 1897 se velitelem rakousko-uherské floty stal viceadmirál Hermann von Spaun, který navrhl nový desetiletý plán rozvoje námořnictva. V plánu figurovala stavba 12 bitevních lodí, 12 křižníků, 12 torpédoborců a 72 torpédových člunů. Trojici již existujících bitevních lodí třídy Monarch proto mělo doplnit ještě devět nově postavených plavidel. Roku 1898 Spaun získal prostředky na zahájení stavby série tří bitevních lodí třídy Habsburg. Stavbu provedla v letech 1899–1904 loděnice Stabilimento Tecnico Triestino (STT) v Terstu. Tři postavené jednotky dostaly jména Habsburg, Árpád a Babenberg. Byly to první postavené rakousko-uherské predreadnoughty.
Jednotky třídy Habsburg:
| Jméno     | Založení kýlu   | Spuštěna | Vstup do služby   | Stav                                 |
| --------- | --------------- | -------- | ----------------- | ------------------------------------ |
| Habsburg  | 13. března 1899 | 1900     | 31. prosince 1902 | Předána Velké Británii, sešrotována. |
| Árpád     | 10. června 1899 | 1901     | 15. června 1903   | Předána Velké Británii, sešrotována. |
| Babenberg | 19. ledna 1901  | 1902     | 15. dubna 1904    | Předána Velké Británii, sešrotována. |

## Konstrukce

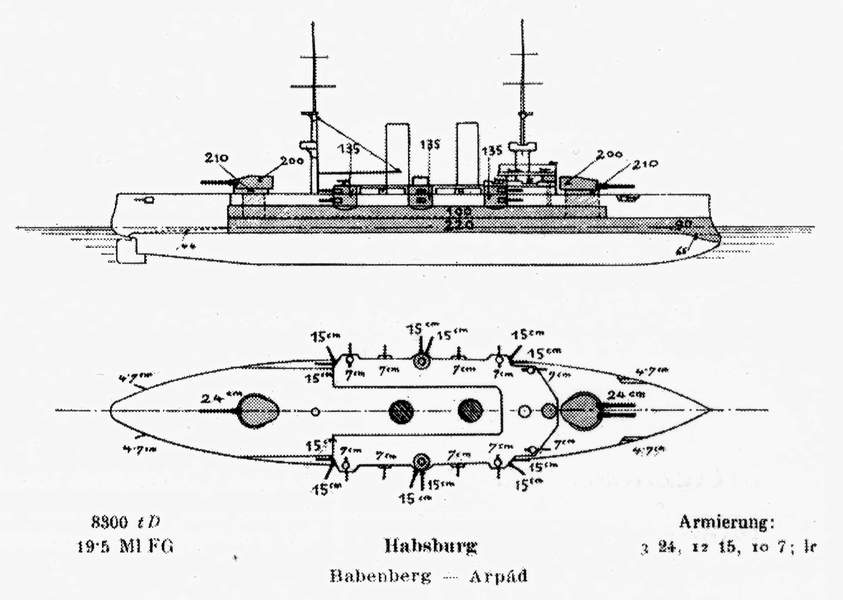
Základní uspořádání třídy

Hlavní výzbroj tvořily tři kanóny 24cm Krupp L/40 C97 ve dvou dělových věžích. Poslední jednotka Babenberg byla vyzbrojena jejich licenční verzí 24cm Škoda L/40 K 01. Dvouhlavňová byla na přídi a jednohlavňová na zádi. Ve dvoupatrových kasematách pak bylo umístěno dvanáct kanónů 15cm Krupp L/40 C96 sekundární ráže (šest na každém patře). Toto řešení však zhoršovalo stabilitu plavidel a vedlo ke rekonstrukci (zmenšení) nástaveb prvních dvou jednotek. Lehkou výzbroj představovalo deset 7cm L/45 kanónů Škoda, dvanáct 37mm kanónů vickers a čtyři vodou chlazené 8mm kulomety Škoda 1902. Plavidla byla vybavena dvěma pevnými 450mm torpédomety, pro která bylo neseno šest torpéd Whitehead.
Pancéřování představovalo přibližně čtvrtinu výtlaku plavidla. Boční pancéřový pás měl sílu 180–220mm, přičemž na koncích zeslaboval až na 80 mm. Dělové věže měly až 280mm pancíř, velitelská věž 200 mm a kasematy 135 mm. Pancéřová paluba měla sílu 40 mm.
Pohonný systém tvořilo šestnáct kotlů Belleville, které dodávaly páru dvěma parním strojům s trojnásobnou expanzí (výrobek STT). Ty roztáčely dva trojlisté bronzové lodní šrouby o průměru 4,88 m. Výkony a rychlost jednotlivých plavidel se mírně lišily. Habsburg dosáhl rychlosti až 19,62 uzlu. Zásoba 800 tun uhlí plavidlům umožňovala dosah až 3600 námořních mil při rychlosti 12 uzlů.

## Služba

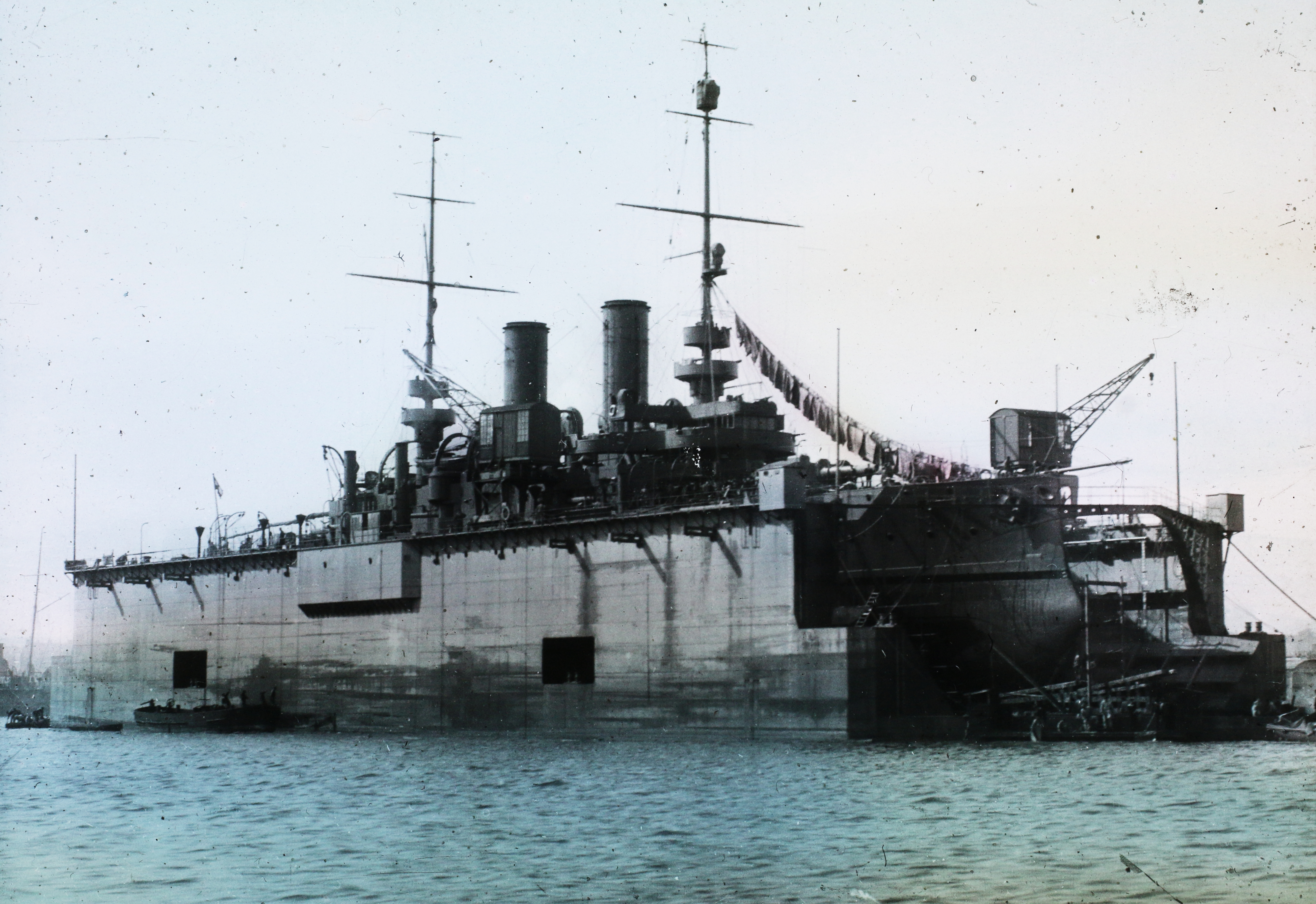
Údržba v doku

Všechny tři jednotky třídy Habsburg byly roku 1913 vyřazeny a znovu reaktivovány po vypuknutí první světové války. Jejich jedinou bojovou akcí bylo bombardování Ancony, ke kterému došlo v noci na 24. května 1915 v reakci na vstup Itálie do války. Po zbytek války zůstaly zakotvené na základně v Pule, kde byly vyřazeny na počátku roku 1918. Po válce byly předány Velké Británii, která je nechala v Itálii sešrotovat.